# みあげた玉三郎
『みあげた玉三郎』（みあげたたまさぶろう）は、小島一将作画・林律雄原作による日本の漫画。『少年サンデー増刊』（小学館）にて連載された、女装をテーマにしたラブコメディである。増刊誌に掲載されたことでカラーページが多く、小島・林コンビの少年誌における代表作として物語の一部（13話のうち7話分）がネット配信されている。

## あらすじ
女子高から共学になって間もない私立高校に、美人の九条和美が転校してきてクラスは大騒ぎになる。ところが実は彼女は、女の格好でこれまで生きてきた女装美少年であり、大の男嫌い。にもかかわらず何故か、隣の席に座るクールで無口な男子同級生・純のことが気になる。
体育の着替えのときは、体操服に着替え終わって出て行ったはずの女子が、また女子更衣室に戻ってきて、一人でこっそり着替えようとする和美の着替えを見ようとしたり、スリムな体やきれいな脚を称賛する。
和美が下駄箱を開けると男子からのラブレターが靴の上に乗っていたり、長靴で登校の日は、丈が長く靴箱に入らない長靴を、下駄箱の上においておくと、下校時には、左右両方の長靴の筒に女子からのラブレターが入れられていたりする。
純に野球のボールが当たり、保健室に運ばれた彼に付き添っているとき、男性にときめく自分に違和感を持つが、純が男装した女子生徒だと判明する。
番長やスケ番から喧嘩を挑まれたり、実は男であることが発覚しそうになったりしながら、和美と彼女に恋する男女とが海水浴や学園祭といったイベントを挿みつつ、和美の女子高生としての生活は続いていく。

## 内容
女装男子を扱った学園コメディーだが、スポーツ漫画を何点も描いてきた小島一将らしく、空手・バイク・新体操・野球などスポーツの描写が随所に見られる。連載されたのは小学館の少年誌だが、単行本は双葉社から発行されている。インターネットがなかった時代やウェブサイト黎明期には、女装・美少年愛好誌にたびたび取り上げられている。また、男装の女子が登場する漫画は、少女漫画で『不思議の国の千一夜』『パロスの剣』があるが、少年誌では珍しい。

## 主な登場人物
九条和美（くじょう・かずみ）
女形の名家の跡取り息子。新潟県で女の装いでずっと育てられ、女子高生として私立高校に転校してくる。すらりとした背の高い美人で脚がきれい。
男嫌いで、ナンパしてきた男たちを本気で叩きのめしたり、学校でも昼休みに、声をかけてくる男子たちから逃げるように姿を消す。ただし恋愛が絡まなければ、ショートパンツ姿の美脚を見せつける恰好で、男にまじって野球をしたり、男女複数のグループで海に行くなど一緒に遊ぶのは平気。
高級ブティックの高価な婦人服を欲しがったりするなど、思考や関心は完全に女なのだが、女のなりをしていても、更衣室で同級生の女子たちと一緒に居ると、どきどきしたりする。
女性の言葉使いで話し、仕草もとても女らしいのに、喧嘩にはめっぽう強く、番長やスケバンも簡単に倒してしまう。
作中で、女の恰好で少なくとも3回はキスをしているが、相手は全て女性（または男装女子）である。
景山純（かげやま・じゅん）
物静かで、ちょっとすました顔の同級生男子として登場。和美のパンチラに驚いたり、彼女が打った野球のボールに当たり倒れるなど、ナイーブさと隠されたひ弱さを見せる。その正体は物語の途中で、男装した女子生徒だと読者と和美にも明かされる。
最初は「ツン」とした態度だったが、次第に和美に惹かれ、海に行く前日の電話で「貴女の水着が楽しみ」と言って和美が水着の選択に悩んでしまう。
和美の傘に入れてもらい相合傘で下校の際、彼女の脚ばかり見て「長靴が可愛いね」と発言し、和美が頬を赤らめる。
番長に絡まれたのを救ってくれた和美に抱きついて、動揺させる。学園祭のミスコンに出る彼女を応援する。など「デレ」るようになる。
九条弥生（くじょう・やよい）
和美と年の近い姉。裸で和美と一緒に風呂に入る。乳房が透けて見えるネグリジェだけを、裸のうえに着た状態で、和美の部屋に入り横になる。彼女をまるっきり女扱いしている。男勝りの性格だが、和美とはかなり仲が良い。
和美の父
和美が女らしくしているか気ががりで、学校にまで様子を見に行く。女形で、普段も髪を長くのばし、自分の子供たちにも丁寧な言葉使いをしている。邸宅は和美がバイクで走り周れるくらいの庭があり広い。
和美の母
女の姿の和美をばあやと一緒に優しく見守る。脚を露出させるスカートなど女物の服や、セクシーな靴を彼女にたくさん買い与える。
ばあや
和美の家に長く仕えている。和美の父母とともに洋服を用意したり、彼女の世話をやき「和美お嬢様」と呼ぶ。
和美の庶兄たち
和美と弥生の異母兄だが、2人に全く似ていない。女形は和美が継ぐものと決めつけている。日本舞踊や華道などの稽古もあまり熱心ではなく、和美のサポート役にまわっている。スケバンや男装女子を家に連れてきた和美に驚く。
鬼頭先生
和美や純たちの担任の男子教師。女の恰好の和美が、女子体育の新体操があまりに簡単であきてしまい、男子に交じって野球をするのを許すなど、彼女にはとても甘い。
校長先生
和美や純たちの高校（元は女子高だった）である私立・大学（おおまなび）高等学校の校長を務める年配の女性教師。和美の家とは昵懇で、彼女が実は男だと知らされている。和美の事を「お嬢様」と呼ぶ。
野球部エース
ミニの短パン姿で太もも丸出しの和美を、男子体育の野球に入れてやる。負けたら服を脱ぐ条件で彼女をバッターボックスに立たせるが、投げる剛速球をすべて場外ホームランで打ち返されてしまい、自信を喪失する。
番長・矢野
和美に惚れるが振られる。得物（武器）は素手による怪力。純を攻撃し、彼を守ろうとした和美と戦うがあっけなく倒される。その後は彼女に一目置き、和美が純やスケ番とデートするのも認め、ミスコンに出る和美に声援を送る。
スケバン竜子
得物（武器）はカミソリ。和美が女形の跡取りで、実は男ではないかと疑い、性別を暴露してやろうと喧嘩を挑む。カミソリで彼女のスカートを切り裂き、女物の下着を露出させる。しかしタイマンで負け、キスまでされた後は彼女に魅了されてしまい、女の姿をした和美を「ステキ」とうっとりして夢中になる。
スケバンの子分たち
女子生徒にカツアゲをしているところを和美にたしなめられる。極端に長いスカートで典型的な不良の格好。女言葉で上品に話す和美を嘲笑し、四人掛りで和美と戦うが全くかなわない。得物（武器）はヌンチャク、ドス、木刀、ナイフ。女装している和美とイチャイチャするスケバンを、呆然とした表情で見つめる。
暴走族リーダー
集団でバイクで海岸に乗り入れ、和美に声をかけるが無視される。舎弟たちからは「兄貴」と呼ばれ、和美の級友たちからビーチボールを奪うなど嫌がらせをする。抗議した和美と得意の水泳で勝負したものの、ゴール直前に足がつって溺れかけ、彼女に助けられる。潔く負けを認め、舎弟ともども和美の子分になる。
大原理恵（おおはら・りえ）
酔っ払いに絡まれている所を和美に救われた女子高生。彼女が本当は男だと気付いた可能性があるが、なぜかその事に何も言及しない。悪童たちに和美と同時にスカートめくりをされ、二人仲良く、白いパンティーを見られた事を恥ずかしがる。
ブティックの女店員
和美に高値なブランド物の婦人服を勧める。彼女が男だと知った後も、女の服がとても良く似合うと褒める。
早乙女早苗（さおとめ・さなえ）
凛々しい容姿で、お高くとまった感じの女子高生。女学生カバンではなく、大学生のようにブックバンドで教科書を束ねている。学園祭のミスコンで和美と優勝を競う。
暴漢
護送中に脱走してきた凶悪犯で、大学（おおまなび）高校の学園祭に乱入し、暴れまくる。
空手の師匠
和美に護身術や武芸を教えるだけでなく、女としての心構えも指南する寺の和尚。

## ファッション
- 作者が「『特上のカワイ子ちゃん[7]』を描きたかった[8]」ということで、作中や各話扉絵、カラーページ、単行本カバーなどで、和美に色々な「お嬢様」らしい女の子のファッションをさせている。
- 和美の女子高生スタイルは、他の女子の制服と異なる洒落たデザインで、スカートも短い場合があり[9]、しばしばパンチラを見せる（1話・4話・5話）。パンティーは清楚な白（6話）。
- 通学は白いソックスに女学生用ローファーのほか、Tストラップシューズ（3話）。雨や雪の日は、白や赤のピカピカの女性用長靴で登校（口絵・カラーページ）。上履きはバレーシューズで女子体育はブルマ（6話・7話）だが、野球の時は競技用ショートパンツだった（2話）。水泳はミニスカート付き水着[10]（5話）
- 私服は太ももを露わにするミニスカートやスリットの入ったスカートに、白や青のエナメルのハイヒール（1話・単行本カバー表紙）。コートとロングブーツの間から脚がわずかに見える「大人の女」っぽい格好も披露（7話・口絵）。高級ブティックでブランドものの服を買う。
- 扉絵や口絵でもビキニ水着（6話）、日本舞踊の藤娘（5話）、男装の純との男女逆転デートや相合傘（3話・口絵）、スケバン竜子や理恵との一見女同士カップル（4話・6話）などが描かれ、少女誌での『紅のサウスポー』以来となる「『カワイ子ちゃん』の姿を読者にアピールしたかった」と作者も意欲的に描いた点を述べている[11]。

## 書誌情報
- 『みあげた玉三郎』小島一将／林律雄 （1982年 双葉社 100てんランドコミックス）